# Zaur Həşimov
Zaur Həşimov (ur. 25 sierpnia 1981 w Sumgait, Azerbejdżan) – azerski piłkarz występujący na pozycji obrońcy, do którego trafił w 2013 roku. W reprezentacji Azerbejdżanu zadebiutował w 1998 roku. Rozegrał w niej 19 meczów.